# Brzezimierz
Brzezimierz (deutsch Wüstebriese, vorher auch Schönbriese, polnisch historisch Bresmir) ist ein Dorf in Niederschlesien. Der Ort liegt in der Landgemeinde Domaniów im Powiat Oławski in der polnischen Woiwodschaft Niederschlesien.

## Geographie

### Geographische Lage
Das Platzdorf Brzezimierz liegt fünf Kilometer östlich vom Gemeindesitz Domaniów (Thomaskirch), ca. neun Kilometer südwestlich von der Kreisstadt Oława (Ohlau) und rund 37 Kilometer südlich der Woiwodschaftshauptstadt Breslau. Der Ort liegt in der Nizina Śląska (Schlesische Tiefebene) innerhalb der Równina Wrocławska (Breslauer Ebene).
Südlich des Dorfes verläuft die Autostrada A4.

### Nachbarorte
Nachbarorte sind Skrzypnik (Runzen) im Westen, Pełczyce (Peltschütz) im Nordosten, Goszczyna (Gusten) im Süden, Bolechów (Bulchau) im Osten, Siecieborowice (Sitzmannsdorf) im Südosten.

## Geschichte

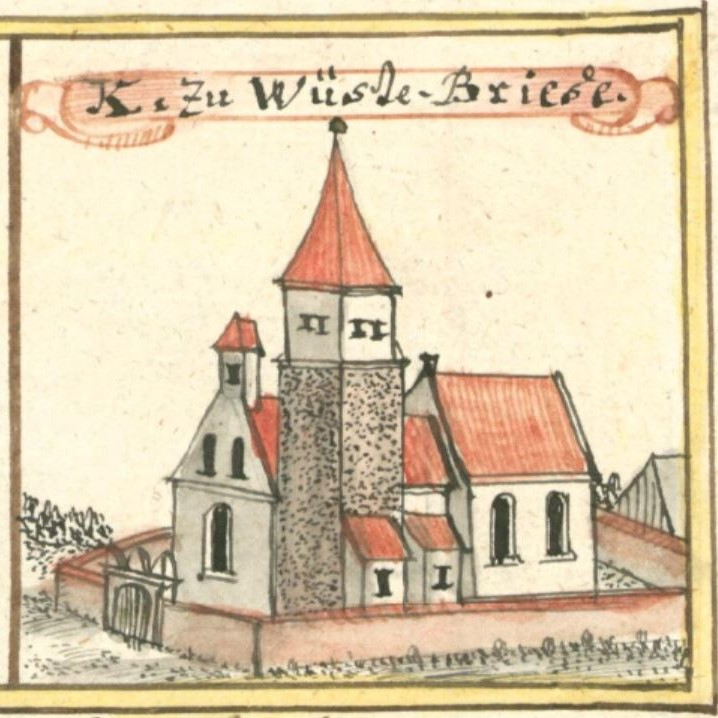
Evangelische Kirche – Zeichnung aus der Mitte des 18. Jahrhunderts

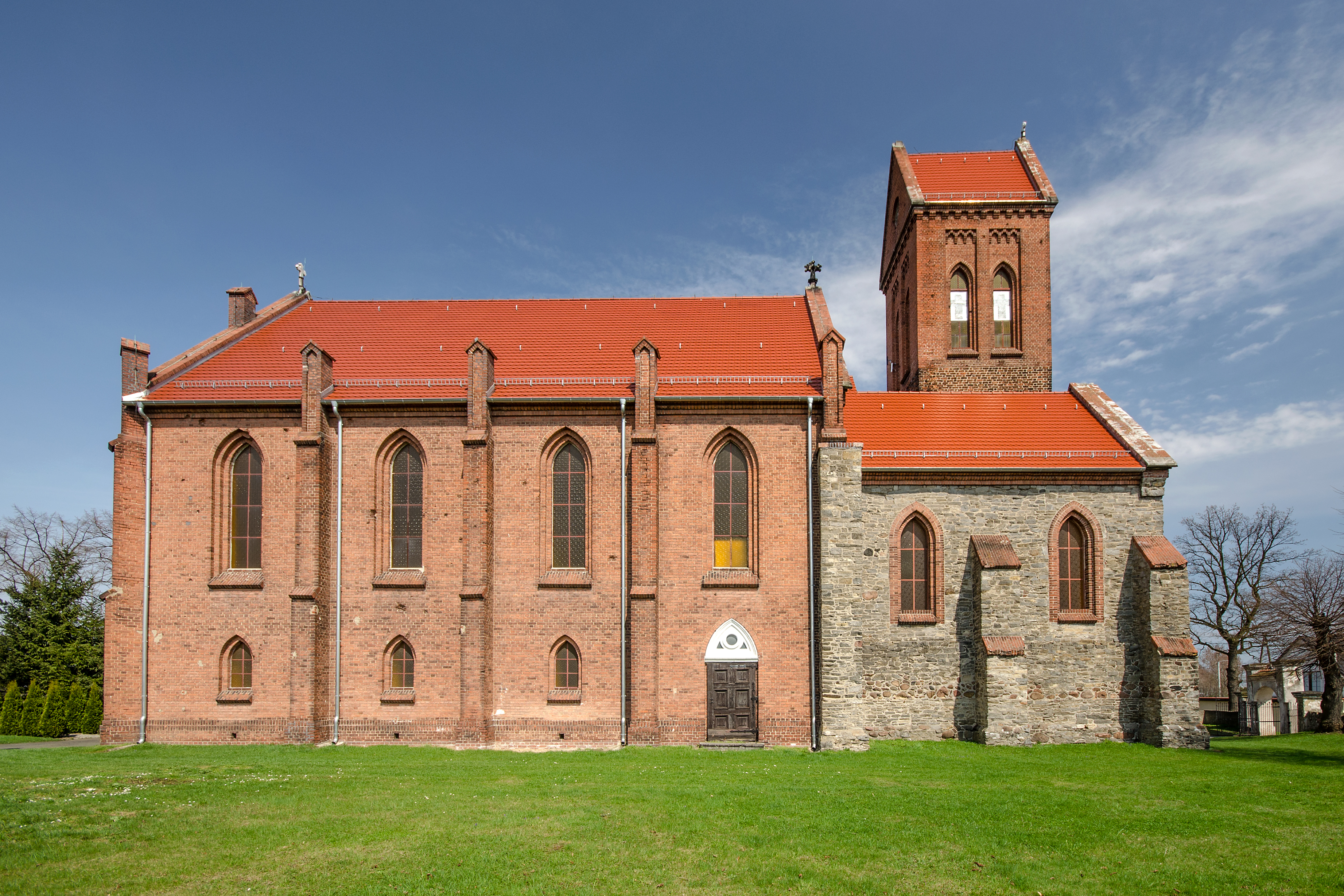
Heilig-Kreuz-Kirche

Eine Urkunde des Breslauer Bischofs Thomas II. von 1285 nimmt Bezug auf eine kirchliche Stiftung, aus der hervorgeht, dass die Gründung des Ortes um oder vor 1230 erfolgte. Der Ortsname war zunächst „Bresmir“, das sich von den polnischen Wörtern Brzoza und Miara für Birkenfeld ableiten dürfte. Im Zuge der Ostkolonisation entwickelte sich die deutsche Ortsbezeichnung „Briese“. An Stelle des Ortes soll sich ein größerer Marktflecken befunden haben, der als „Schönbriese“ bezeichnet wurde. Dieses wurde während der Hussitenkriege oder im Dreißigjährigen Krieg zerstört. Die damaligen Bewohner siedelten sich im Nachbarort Runzen an, jedoch blieben Pfarrkirche und Schulhaus im fortan „Wüstebriese“ genannten Ort. Politisch gehörte Wüstebriese zum piastischen Herzogtum Brieg, das seit 1329 ein Lehen der Krone Böhmen war. 1359 erscheint der Ort in einem Dokument als „Bresmir“. 1386 überwies Papst Urban VI. die Kirche von Wüstebriese an das Brieger Kollegiatstift St. Hedwig.
Seit 1534 war der Ort herzogliches Kammergut. Nach dem Tod des letzten Brieger Herzogs Georg Wilhelm fiel Wüstenbriese als erledigtes Lehen durch Heimfall an den böhmischen Landesherrn und nach dem Ersten Schlesischen Krieg 1741/42 mit dem größten Teil Schlesiens an Preußen.
Nach der Neugliederung Preußens gehörte die Landgemeinde Wüstebriese ab 1815 zur Provinz Schlesien und war ab 1816 dem Landkreis Ohlau eingegliedert. 1845 zählte das Dorf, im Besitz des königlichen Rentamtes Ohlau, eine evangelische Pfarrkirche, eine evangelische Schule, ein Wirtshaus; zwölf Häuser, 73 überwiegend evangelische Einwohner (drei katholisch); zwei Höker, ein Schuhmacher und 37 Schweine. 874 wurde der Amtsbezirk Goy gegründet, welcher die Landgemeinden Goy, Marschwitz und Peltschütz und die Gutsbezirke Marschwitz und Peltschütz umfasste. Zur früheren evangelischen Parochie waren gepfarrt: Runzen, Thomaskirch, Sitzmannsdorf, Weisdorf, Polwitz, Dremling, Bulchau und Kresseheim. 1885 zählte der Ort 62 Einwohner.
1933 zählte der Ort 61, 1939 wiederum 73 Einwohner. Bis 1945 befand sich der Ort im Landkreis Ohlau.
Als Folge des Zweiten Weltkriegs fiel Wüstebriese 1945 wie fast ganz Schlesien an Polen und wurde in Brzezimierz umbenannt. Die einheimische deutsche Bevölkerung wurde, soweit sie nicht schon vorher geflohen war, vertrieben. Die neuen Bewohner waren zum Teil Heimatvertriebene aus Ostpolen, das an die Sowjetunion gefallen war. Von 1975 bis 1998 gehörte Brzezimierz zur Woiwodschaft Wrocław. 1999 kam der Ort zum Powiat Oławski in der Woiwodschaft Niederschlesien.

## Sehenswürdigkeiten

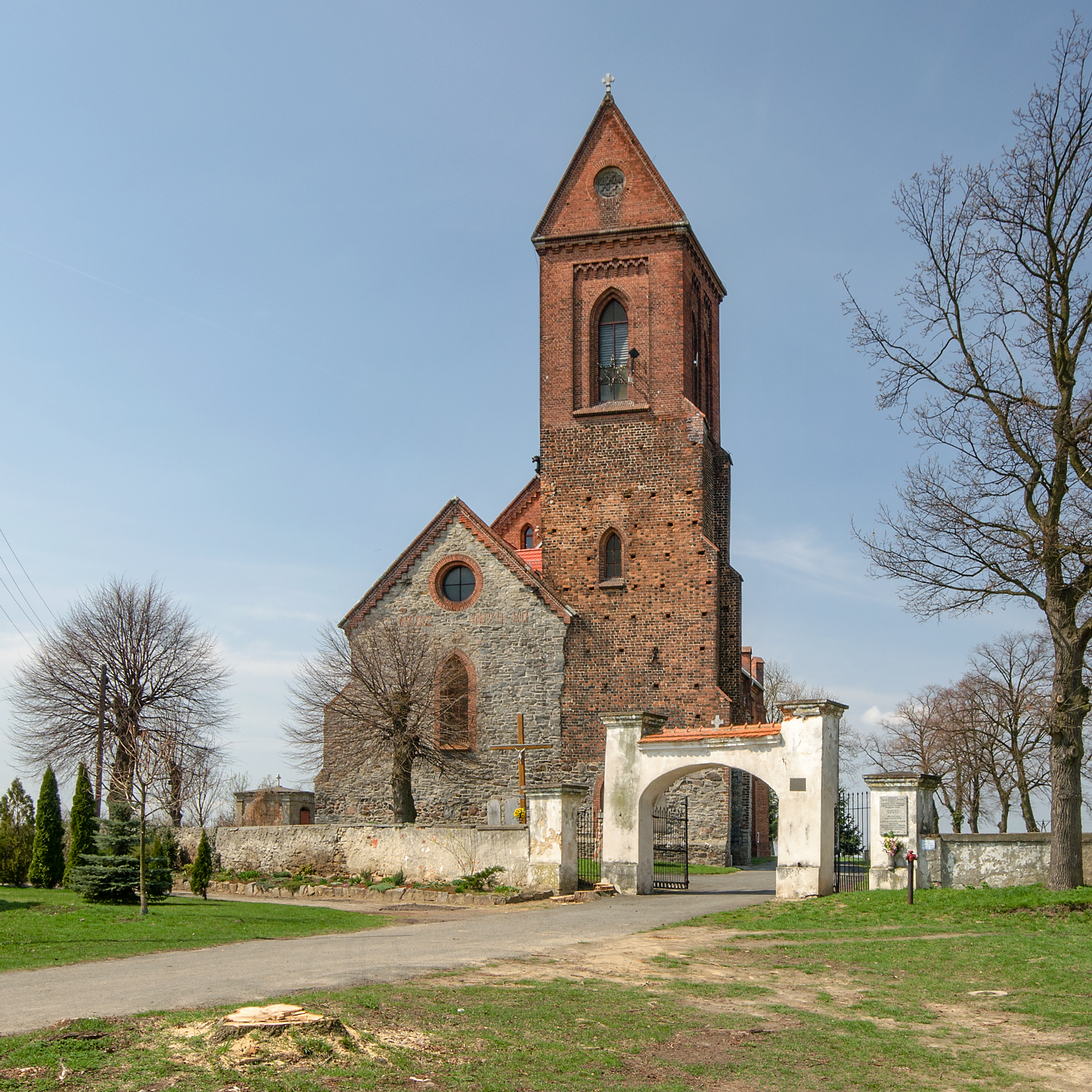
Ostfront mit Kirchturm

- Die römisch-katholische Filialkirche Heilig-Kreuz war vor 1945 eine evangelisch-lutherische Pfarrkirche. In der Reformationszeit wurde die um 1230, der Tradition nach von Herzogin Hedwig gegründete Kirche, den evangelischen Gläubigen übergeben, 1700 entzogen und 1707 restituiert. Die Kirchenbücher des 16. bis 17. Jahrhunderts gingen in der katholischen Zeit verloren. Der Vorgängerbau stammte aus dem 13. bis 14. Jahrhundert und wurde von 1879 bis 1880 durch einen neugotischen Backsteinbau ersetzt. Nahe dem Kirchhof befand sich eine aus dem Dreißigjährigen Krieg stammende Schwedenschanze.
- Denkmal für die ehemaligen Bewohner des Ortes